# Маєток Прянішнікових (Рогізне)

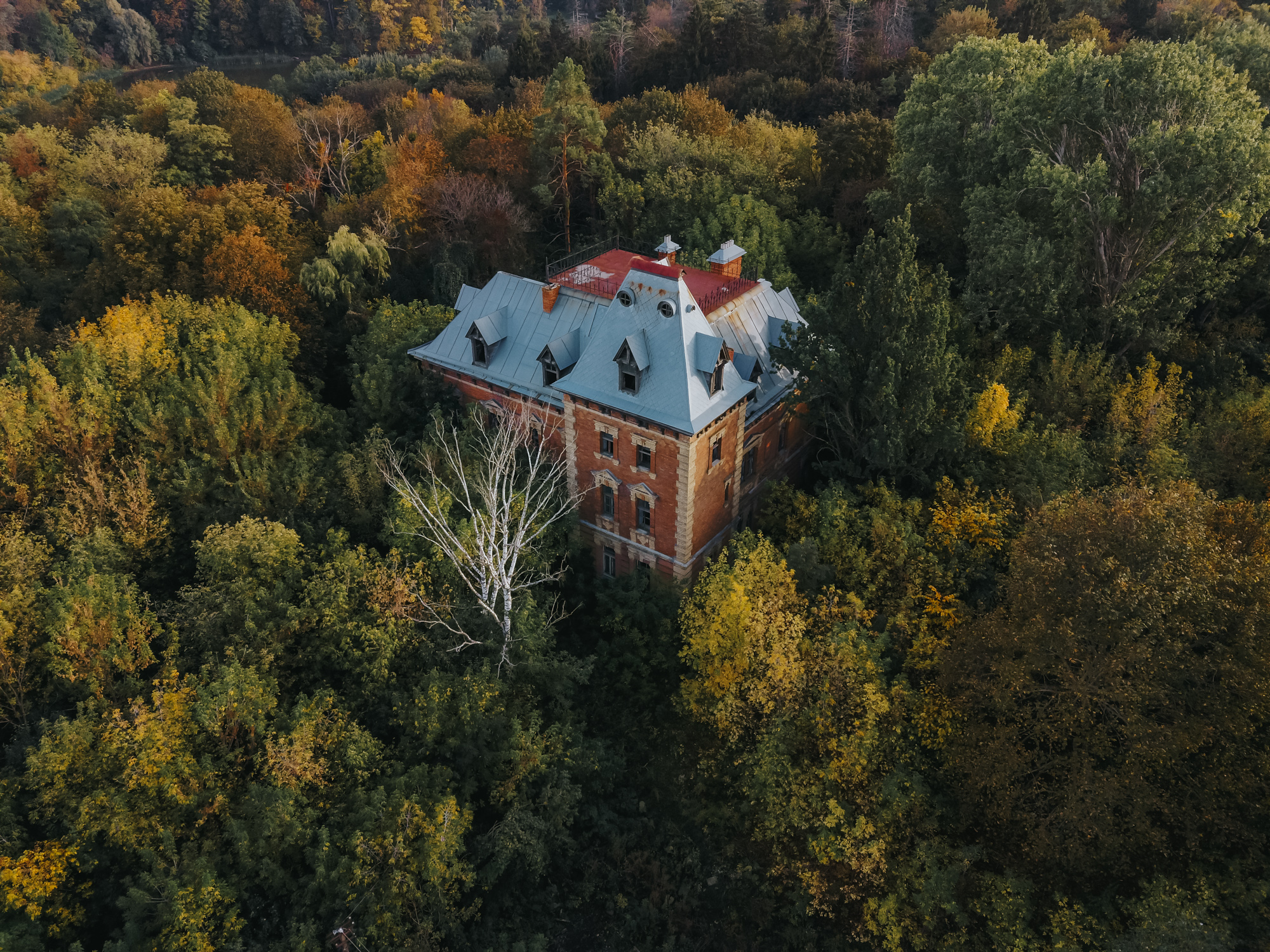
Садиба Прянишникова

Маєток Прянішнікових (Рогізне) — історичний комплекс розташований на березі р. Рогізна у селищі Рогізному Сумського району Сумська області. 
До його складу входили: палац, будинок для челяді, господарські будівлі, парк, церква, родовий склеп, економії (цукровий завод, винокурня, скотарня, паровий млин, селітряний завод, цеглообпалювальна піч).

## Історія
Перша згадка про село датується 24 квітня 1703 року. В цей день Андрієм Герасимовичем Кондратьєвим «на вершинь р. Рогозной купленой рыбный ставь и хуторь и борной ухожей, что куплень у Козьмы Сенецкаго».
До 1765 року маєток знаходився на території Слобідської України. В 1732 року за переписом Хрущова в с. Рогізному підпрапорного Сумського Слобідського полку Михайла Юленка нараховувалось: поміщиків двір-1, в ньому хат-1, душ – 3 (двірників); «подданых Черкас» дворів - 24, в них хат - 47, душ - 150, заселені на купленій землі років 30 тому. Із списку дворян Сумської провінції за 1767 р. відомо, що за поміщиком Сумського повіту генерал - лейтенантом Яковом Степановичем Аршиневським у с.Рогізному нараховувалось 126 підданих.
В 1802 р. з “описания употребленных на генеральном плане нумеров дач в уезде Сумского округа” в хуторі Рогізному у «Марии Ивановны дочери Лизогубовой» малося 281 десятина 960 саженів землі і 8 душ, а в тому ж селі у вдови генерал-поручниці Катерини Степанівни Аршинської 1393 десятини 457 сажнів землі і 154 душі.
Широко відомий факт відмови селян с. Рогізного Сумського повіту визнати своїм господарем поміщика Івана Степановича Линтварьова в 1826 р. Про це повідомлялося в працях, присвячених селянському рухові в Росії. Тоді для придушення бунту селян в село була введена військова команда
В 1840-х  власником села став поміщик, гвардії ротмістр Іван Андрійович Куколь-Яснопольський.  На території повіту його родині належало 5.872 десятини землі, передусім в селах Павлівці, Куянівці, Новопетрівському, Новоандріївському, Ворожбі, Низах.
Після смерті Івана Андрійовича власницею маєтку в Рогізному стала його вдова – Елеонора Яківна Куколь-Яснопольська. В 1859 році  економії з цукровим і цегельним заводами, землею та всіма забудовами були орендовані у Елеонори Яківни  Іваном Герасимовичем Харитоненком.
Наступний історичний період маєтку пов’язаний з Олесандром Петровичем Прянішніковим, дворянином з села Куянівка, який був одружений з Єлизаветою Іванівною Куколь-Яснопольською (1861-1942).
В 1917-1920 роках  церква з цвинтарем була пограбована.  В 1919 році  маєток  був розграбований і націоналізований. В 1932-1933 роках у маєтку функціонував санаторій для єврейських дітей, у 1941-1943 роках - санаторій для німецьких льотчиків. У післявоєнний період тут розміщувався цілодобовий дитячий садок, згодом бази відпочинку "Товариства мисливців", "Товариства рибалок". Далі ним опікувався ВАТ "СНВО ім. М.В. Фрунзе".

## Опис
В склад маєтку входили: палац, будинок для челяді, господарські будівлі, парк, церква, родовий склеп, економії (цукровий завод, винокурня, скотарня, паровий млин, селітряний завод, цеглообпалювальна піч).
Існує версія, що перша панська оселя була збудована у 1851-1857 роках і являла собою кам'яний  двухповерховий дім із двома балконами, критий соломою, довжиною 31 аршини, шириною 15 аршин. Другий будинок зведений О.П. Прянішніковим був завершений в 1890 році. Про це свідчить  пам'ятна мармурова дошка на головному фасаді – «Прянишниковь- строитель». Палац  цегляний, двоповерховий з цокольним поверхом. На західному фасаді розташована дерев'яна застеклена тераса на цегляних стовпах . Дах скатний складної конфігурації, виконаний по дерев'яних балках.   
Перша дерев'яна церква Івана Воїна існувала в поселенні у 1740 році. Друга дерев'яна одноіменна церква була збудована в 1797 році. Пізніше, у 1857 році була зведена мурована одно престольна церква Івана Воїна коштом  Івана Куколь-Яснопольського. До парафіян Іванівського храму належали хутори:Северинів, Стеценків, Переяслів, Гриценків, Васюківщина, Левковський, Попадько, Вершини, Річки, Кровний, Степовий, Скляровщина та Марївка. При церкві діяла церковнопарафіяльна школа відкрита у 1889 році. В 1922 році церкву і майно здано державі. В 1939 році храм закрили.
Цукровий завод збудований у часи коли маєток належав І.А. Куколь-Яснопольському. В перший рік своєї діяльності виробив 20 тис. пудів цукру, привернувши загальну увагу на всесвітній виставці. Згодом завод виготовляв 25 тис. пудів цукру. Цілий рік працювало при заводі 300-400 постійних робітників. Жінки отримували на заводі 2 крб. сріблом, а чоловіки 5 крб. сріблом за повної провізії.